# Verismus
Der Verismus (italienisch verismo, von vero ‚wahr‘) bezeichnete ursprünglich ein Genre der italienischen Literatur im 19. Jahrhundert, die sich einer exakten Beschreibung und mit sozialkritischem Engagement dem Leben von Bauern und Fischern widmet. Davon ausgehend wurde der Begriff zum Namen für eine Richtung der italienischen Oper Ende des 19. Jahrhunderts. Seit Anfang des 20. Jahrhunderts bildete der veristische Film in Italien eine eigene Tradition. Seit den 1920er Jahren fand der Begriff in Deutschland auch Eingang in die Kunstkritik.

## Oper
Kennzeichen der veristischen Oper sind ein gesteigerter Realismus, durch Leidenschaft bestimmtes Handeln der Personen, weitgespannte Melodik und raffinierte Orchestration, malerische Schilderung der Schauplätze sowie inhaltlich oft ungeschminkte Darstellung von Grausamkeit. Der Begriff der veristischen Oper wird auch für Werke mit historischen Themen oder exotischem Ambiente verwendet. Beliebte Schauplätze sind die Zeit der französischen Revolution und der Herrschaft Napoléon Bonapartes, das Italien der Renaissance und der ferne Osten.
Vorläufer der veristischen Oper waren La traviata (1853) von Giuseppe Verdi und Carmen (1875) von Georges Bizet, doch als erste „echte“ veristische Oper gilt Cavalleria rusticana (1890) von Pietro Mascagni (1863–1945). 1892 erschien Pagliacci (Der Bajazzo) von Ruggero Leoncavallo (1857–1919), der mit der Cavalleria häufig zusammen aufgeführt wird. Veristische Elemente finden sich auch bei Giacomo Puccini (1858–1924), besonders in Tosca (1900), aber auch in Madama Butterfly (1904), La fanciulla del West (Das Mädchen aus dem goldenen Westen, 1910) und Il tabarro (Der Mantel, 1918). Weitere italienische Komponisten des Verismus sind Umberto Giordano (1867–1948); Andrea Chénier, 1896; Fedora, 1898), Francesco Cilea (1866–1950;  L’Arlesiana, 1897; Adriana Lecouvreur, 1902), Alfredo Catalani (1854–1893; Loreley, 1890; La Wally, 1892), Alberto Franchetti (1860–1942; Cristoforo Colombo, 1892; Germania, 1902), Franco Leoni (1864–1949; L’oracolo, 1905), Franco Alfano (1875–1954), Ermanno Wolf-Ferrari (1876–1948; I gioielli della Madonna (Der Schmuck der Madonna), 1911; Sly, 1927) und Riccardo Zandonai (1883–1944;  Francesca da Rimini, 1914; I cavalieri di Ekebù (Die Herren von Ekeby, 1925).
In Frankreich beeinflusste der Verismus die Werke von Jules Massenet (1842–1912;La Navarraise, 1894; Thérèse, 1907), Alfred Bruneau (1857–1934; Le rêve (Der Traum), 1891, nach Émile Zola) und Gustave Charpentier (1860–1956; Louise, 1900). Hauptvertreter des deutschen Verismus sind Eugen d’Albert (1864–1932; Tiefland, 1903; Die toten Augen, 1916) und Max von Schillings (1868–1933;Mona Lisa, 1915). In Österreich komponierte Max Josef Beer die Oper Der Strike der Schmiede, die 1897 uraufgeführt wurde.
Veristischen Einflüssen begegnet man aber auch in den Opern Der Evangelimann (1895) von Wilhelm Kienzl (1857–1941), Eine florentinische Tragödie (1917) von Alexander von Zemlinsky (1871–1942), Die Gezeichneten (1918) von Franz Schreker (1878–1934) und Violanta (1916) von Erich Wolfgang Korngold (1897–1957).

## Film
Der veristische Film ist ein Genre des italienischen Films um 1915. Die realistischen Handlungen spielen zumeist im Milieu niederer Bevölkerungsschichten und hatten den Anspruch, die soziale Wirklichkeit künstlerisch umzusetzen. Als Vorbilder dienten veristische Literaten wie Giovanni Verga und Grazia Deledda. Typisch war die expressive Gestik der Darsteller, ein Stilmittel des Stummfilms. Zu den herausragenden Filmen dieser Gattung gehören:
- Im Dunkeln verloren (Sperduti nel buio, 1914; Regie: Nino Martoglio)
- Assunta Spina (Assunta Spina, 1915; Regie: Gustavo Serena; mit Francesca Bertini und Gustavo Serena)
- Asche (Cenere, 1916; Regie: Febo Mari, Arturo Ambrosio; mit Eleonora Duse)

Nach dem Zweiten Weltkrieg griff der italienische Neorealismus auf die Ziele und Mittel des veristischen Films zurück und entwickelte diese weiter.

## Bildende Kunst
Im Jahr 1920 benutzte Wilhelm Hausenstein den Begriff Verismus zum ersten Mal im Hinblick auf die Kunst von Heinrich Maria Davringhausen und George Grosz und bezog sich damit auf die nachexpressionistische deutsche Kunst. Hausenstein definierte den Verismus als „Wiederkunft des Naturalismus bis zur Intransigenz“. Infolgedessen kam der Begriff Verismus als Bezeichnung einer Hauptströmung der Neuen Sachlichkeit in die Literatur und wird in der Regel auf verschiedene Künstler der Weimarer Republik angewandt, die sich der Untersuchung und Abbildung einer neuen sozialen Wirklichkeit verschrieben hatten, wie zum Beispiel Otto Dix, George Grosz, Christian Schad, Rudolf Schlichter, Karl Hubbuch, Georg Scholz und Jeanne Mammen.
Der Schweizer Niklaus Stoecklin gilt im Bereich der Malerei und Grafik (Plakatgestaltung) als Mitbegründer und Hauptvertreter der Neuen Sachlichkeit.
Mit dem Katastrophenerlebnis Erster Weltkrieg und den nachfolgenden politischen und wirtschaftlichen Schwierigkeiten bildete sich ein neues kritisches Bewusstsein heraus, das alle musischen Bereiche erfasste. Eine Assoziation revolutionärer bildender Künstler wurde 1928 gegründet. Der Fokus der Kunst richtete sich auf neue Bildthemen: den Moloch Großstadt, das soziale Gefälle zwischen Kriegsgewinnlern und proletarischer Unterschicht, die Rolle der „neuen“ Frau, die Schattenseiten der Gesellschaft. Das Porträt gewann stark an Bedeutung. Der Verismus in der bildenden Kunst wird zeitlich vom Ende des Ersten Weltkrieges 1918 und der Machtergreifung der Nationalsozialisten 1933 begrenzt.
Der Begriff Verismo wird daneben auch für eine Gegenströmung zum Klassizismus in der italienischen Bildhauerei um die Mitte des 19. Jahrhunderts verwendet, die dem Realismus zugerechnet wird. Hauptvertreter dieser Richtung sind Lorenzo Bartolini und Vincenzo Vela.